# Roshown McLeod
Pour les articles homonymes, voir McLeod.
Roshown McLeod, né le 17 novembre 1975 à Jersey City dans le New Jersey, est un joueur et entraîneur américain de basket-ball. Il évoluait au poste d'ailier.

## Biographie
Roshown McLeod met un terme à sa carrière de joueur à l'âge de 26 ans après une saison aux Boston Celtics sans avoir joué un seul match à cause d'une blessure.